# Vlaškovo
Vlaškovo är en ort i Bosnien och Hercegovina.   Den ligger i entiteten Federationen Bosnien och Hercegovina, i den centrala delen av landet, 12 km nordväst om huvudstaden Sarajevo. Vlaškovo ligger 459 meter över havet och antalet invånare är 383.
Terrängen runt Vlaškovo är huvudsakligen kuperad. Vlaškovo ligger nere i en dal. Runt Vlaškovo är det ganska tätbefolkat, med 93 invånare per kvadratkilometer.. Närmaste större samhälle är Sarajevo, 11,6 km sydost om Vlaškovo. 
Omgivningarna runt Vlaškovo är en mosaik av jordbruksmark och naturlig växtlighet.